# Ист-Райдинг-оф-Йоркшир
Ист-Райдинг-оф-Йоркшир (Восточный райдинг Йоркшира, Восточный район Йоркшира, Восточный Йоркшир; англ. East Riding of Yorkshire) — церемониальное графство и унитарная единица (как часть) на востоке Англии. Входит в состав региона Йоркшир и Хамбер. Столица — Беверли, крупнейший город — Кингстон-апон-Халл. Население 590 тыс. человек (37-е место среди церемониальных графств; данные 2007 г.).

## География
Церемониальное графство Ист-Райдинг-оф-Йоркшир занимает территорию 2479 км² (23-е место), омывается на востоке Северным морем, на юго востоке эстуарием Хамбер, граничит на юге с церемониальным графством Линкольншир, на юго-западе с церемониальным графством Саут-Йоркшир, на западе и севере с церемониальным графством Северный Йоркшир.
Территория Ист-Райдинг-оф-Йоркшира — 2407 км² (5-е место). Границы унитарной единицы почти полностью совпадают с границами церемониального графства, за исключением южной части, где Ист-Райдинг-оф-Йоркшир граничит с Кингстон-апон-Халлом.

## Население
На территории Ист-Райдинг-оф-Йоркшира проживает 590 тысяч человек. На территории Ист-Райдинг-оф-Йоркшира проживает 314 113 человек, при средней плотности населения 130 чел./км².

## Административное деление
Церемониальное графство Ист-Райдинг-оф-Йоркшир состоит из двух политически независимых друг от друга унитарных единиц.
|  | 1. Ист-Райдинг-оф-Йоркшир (унитарный) 2. Кингстон-апон-Халл (унитарный) |

В состав унитарной единицы Ист-Райдинг-оф-Йоркшир входят 11 городов:
- Беверли
- Бридлингтон
- Гул
- Дриффилд
- Маркет-Уэйтон
- Поклингтон
- Уитернси
- Хауден
- Хедон
- Хесл
- Хорнси

## Политика
Унитарные единицы Кингстон-апон-Халл и Ист-Райдинг-оф-Йоркшир управляются независимыми друг от друга советами унитарных единиц. Совет Ист-Райдинг-оф-Йоркшира состоит из 67 депутатов, избранных в 26 округах. В результате последних выборов 53 места в совете занимают консерваторы.

## Экономика
На территории унитарной единицы Ист-Райдинг-оф-Йоркшир, в городе Снейт, расположена штаб-квартира крупной химической компании Croda International. В городе Хессл - компании Fenner plc, производящей продукцию из полимеров. Акции компаний входят в базу расчета индекса FTSE 250.
Крупнейшие порты графства: Кингстон-апон-Халл и Гул с грузооборотом десять и два миллиона тонн в год соответственно.